# شاندرا كروفورد
شاندرا كروفورد (بالإنجليزية: Chandra Crawford)‏ هي متزحلقة كندية، ولدت في 19 نوفمبر 1983 في كنمور في كندا.

## وصلات خارجية
- شاندرا كروفورد على موقع الاتحاد الدولي للتزلج (التزلج الريفي) (الإنجليزية)
- شاندرا كروفورد على موقع أوليمبيديا (الإنجليزية)
- شاندرا كروفورد على موقع اللجنة الأولمبية الكندية (الإنجليزية)
- شاندرا كروفورد على موقع قاعة كندا للمشاهير الرياضية (الإنجليزية)